# Sweet Tooth: мальчик с оленьими рогами
Sweet Tooth: мальчик с оленьими рогами (англ. Sweet Tooth, в переводе — «Сладкоежка») — американский телесериал по мотивам комиксов Sweet Tooth Джеффа Лемира, который вышел на стриминговой платформе Netflix 4 июня 2021 года.
29 июля 2021 года сериал был продлён на второй сезон, который также состоит из восьми эпизодов. Премьера второго сезона состоялась 27 апреля 2023 года.
3 мая 2023 года сериал был продлён на третий сезон, который стал финальным. Премьера третьего сезона состоялась 6 июня 2024 года.

## Сюжет
Весь мир поражает неизвестная болезнь, а у людей начинают рождаться гибриды — отчасти люди, отчасти животные. Многие люди боятся гибридов и охотятся на них, полагая, что они являются причиной болезни. Мальчик Гас — получеловек-полуолень — живёт в глуши со своим отцом. После смерти отца он покидает своё убежище и под защитой мрачного друга пускается в опасное приключение.

## В ролях
- Кристиан Конвери — Гас[5]
- Нонсо Анози — Томми Джапперд[5]
- Адиль Ахтар[англ.] — доктор Сингх[5]
- Уилл Форте — отец Гаса[5]
- Дания Рамирес — Эйми
- Нил Сандилендс[англ.] — генерал Стивен Аббот
- Стефания Лавье Оуэн — Мишка
- Ализа Веллани — Рани Сингх
- Сара Пирс[англ.] — доктор Белл
- Томас Сэйнсбери — Дадли

Рассказчиком сериала стал Джеймс Бролин.

## Эпизоды
| Сезон | Серии | Серии | Даты показа    | Даты показа    |
| ----- | ----- | ----- | -------------- | -------------- |
| 1     | 8     | 8     | 4 июня 2021    | 4 июня 2021    |
| 2     | 8     | 8     | 27 апреля 2023 | 27 апреля 2023 |
| 3     | 8     | 8     | 6 июня 2024    | 6 июня 2024    |

### Сезон 1 (2021)
| № | Название                                                          | Режиссёр    | Автор сценария       | Дата премьеры |
| - | ----------------------------------------------------------------- | ----------- | -------------------- | ------------- |
| 1 | «Из глубокого леса» «Out of the Deep Woods»                       | Джим Микл   | Джим Микл            | 4 июня 2021   |
| 2 | «Прости за кучу мертвецов» «Sorry About All the Dead People»      | Джим Микл   | Джим Микл, Бет Шварц | 4 июня 2021   |
| 3 | «Оленьи выкидоны» «Weird Deer S**t»                               | Джим Микл   | Джим Микл, Бет Шварц | 4 июня 2021   |
| 4 | «Тайный ингредиент» «Secret Sauce»                                | Тоа Фрейзер | Джим Микл, Бет Шварц | 4 июня 2021   |
| 5 | «Что в морозильной камере?» «What's in the Freezer?»              | Робин Грейс | Джим Микл, Бет Шварц | 4 июня 2021   |
| 6 | «Подозрительный незнакомец в поезде» «Stranger Danger on a Train» | Джим Микл   | Джим Микл, Бет Шварц | 4 июня 2021   |
| 7 | «Когда Пабба встретил Пташку» «When Pubba Met Birdie»             | Тоа Фрейзер | Джим Микл, Бет Шварц | 4 июня 2021   |
| 8 | «Здоровяк» «Big Man»                                              | Джим Микл   | Джим Микл, Бет Шварц | 4 июня 2021   |

### Сезон 2 (2023)
| № общий | № в сезоне | Название                                                                | Режиссёр     | Автор сценария                                 | Дата премьеры  | Произв. код |
| ------- | ---------- | ----------------------------------------------------------------------- | ------------ | ---------------------------------------------- | -------------- | ----------- |
| 9       | 1          | «В неволе» «In Captivity»                                               | Джим Микл    | Джим Микл                                      | 27 апреля 2023 | T13.23451   |
| 10      | 2          | «Чем дальше в лес...» «Into the Deep Woods»                             | Тоа Фрейзер  | Карли Вудуэрт                                  | 27 апреля 2023 | T13.23452   |
| 11      | 3          | «Курица или яйцо?» «Chicken or Egg?»                                    | Карол Бэнкер | Оанх Ли                                        | 27 апреля 2023 | T13.23453   |
| 12      | 4          | «Плохой человек» «Bad Man»                                              | Робин Грейс  | Ноа Гриффит, Дэниел Стьюарт, Зайке Лапорт Эйри | 27 апреля 2023 | T13.23454   |
| 13      | 5          | «Что для этого нужно» «What It Takes»                                   | Киран Фой    | Бо Ён Ким, Эрика Липполдт                      | 27 апреля 2023 | T13.23455   |
| 14      | 6          | «Как всё начиналось, как продолжается» «How it Started, How it's Going» | Тоа Фрейзер  | Ноа Гриффит, Дэниел Стьюарт                    | 27 апреля 2023 | T13.23456   |
| 15      | 7          | «Я найду тебя» «I'll Find You»                                          | Робин Грейс  | Оанх Ли, Карли Вудуэрт                         | 27 апреля 2023 | T13.23457   |
| 16      | 8          | «Баллада о Последних» «The Ballad of the Last Men»                      | Карол Бэнкер | Джим Микл, Бо Ён Ким, Эрика Липполдт           | 27 апреля 2023 | T13.23458   |

### Сезон 3 (2024)
| № общий | № в сезоне | Название                                               | Режиссёр    | Автор сценария                              | Дата премьеры | Произв. код |
| ------- | ---------- | ------------------------------------------------------ | ----------- | ------------------------------------------- | ------------- | ----------- |
| 17      | 1          | «Начало — это конец» «The Beginning Is also the End»   | Тоа Фрейзер | Ноа Гриффит, Дэниел Стьюарт                 | 6 июня 2024   | T13.23801   |
| 18      | 2          | «Простой парень с фермы» «Thank God I'm a Country Boy» | Тоа Фрейзер | Зайке Лапорт Эйри                           | 6 июня 2024   | T13.23802   |
| 19      | 3          | «Стая» «The Pack»                                      | Робин Грейс | Карли Вудуэрт                               | 6 июня 2024   | T13.23803   |
| 20      | 4          | «За морем» «Beyond the Sea»                            | Робин Грейс | Ксения Мельник, Ноа Гриффит, Дэниел Стьюарт | 6 июня 2024   | T13.23804   |
| 21      | 5          | «Сердце-компас» «The Tail-Tale Heart»                  | Киран Фой   | Оанх Ли, Дэниел Джи Кинг                    | 6 июня 2024   | T13.23805   |
| 22      | 6          | «Здесь водятся чудовища» «Here There Be Monsters»      | Киран Фой   | Бо Ён Ким, Эрика Липполдт                   | 6 июня 2024   | T13.23806   |
| 23      | 7          | «Конец пути» «The Road Ends Here»                      | Джим Микл   | Ноа Гриффит, Дэниел Стьюарт                 | 6 июня 2024   | T13.23807   |
| 24      | 8          | «Это история…» «This Is a Story»                       | Джим Микл   | Джим Микл                                   | 6 июня 2024   | T13.23808   |

## Производство

### Разработка
В ноябре 2018 года стриминговый сервис Hulu объявил о разработке пилотного эпизода сериала, основанного на комиксах. Сценарий к пилотному эпизоду написал Джим Микл, который также станет исполнительным продюсером наряду с Робертом Дауни-младшим, Сьюзан Дауни, Амандой Баррелл и Линдой Моран. Производством пилота занялись Team Downey и Warner Bros. Television. В апреле 2020 года стало известно, что сериал выйдет на Netflix, а не на Hulu. 12 мая 2020 года Netflix заказала производство восьми эпизодов, а Юан Мур стал продюсером сериала. 29 апреля 2021 года было объявлено, что первый сезон выйдет 4 июня 2021 года.

### Подбор актёров
12 мая 2020 года было объявлено, что в сериале сыграют Кристиан Конвери, Нонсо Анози, Адиль Ахтар и Уилл Форте, а Джеймс Бролин станет рассказчиком сериала. 30 июля 2020 года к актёрскому составу присоединилась Дания Рамирес. В августе стало известно, что в сериале снимется Нил Сандилендс. 30 сентября к актёрской команде присоединилась Стефания Оуэн. 2 ноября 2020 года Ализа Веллани была назначена на одну из регулярных ролей.

### Съёмки
В июле 2020 года власти Новой Зеландии разрешили приступить к съёмкам, несмотря на ограничения, связанные с пандемией COVID-19. Впоследствии, однако, съёмки были приостановлены в связи с пандемией, но 1 октября 2020 года их удалось возобновить.
Съёмки второго сезона прошли в Новой Зеландии с января по май 2022 года.

## Реакция
Сериал получил положительные отзывы критиков.
| Сезон | Отзывы критиков   | Отзывы критиков   |
| Сезон | Rotten Tomatoes   | Metacritic        |
| ----- | ----------------- | ----------------- |
| 1     | 97 % (76 отзывов) | 78 % (19 отзывов) |
| 2     | 94 % (17 отзывов) | 76 % (8 отзывов)  |